# 마다가스카르 아리아리
마다가스카르 아리아리(ISO 4217 코드:MGA)는 마다가스카르의 통화이다. 1 아리아리는 5 이라임빌란자 (iraimbilanja) 로 나뉘고 아리아리화는 유일하게 2개의 십진제 통화가 아닌 통화중 하나이다 (다른 하나는 모리타니 우기야). 아리아리와 이라임빌안자의 명칭은 식민지 이전 시기의 통화인 실버 달러에서 따온 것이다. 아리암빌란자는 글자 그대로는 "철 한 개 무게"라는 뜻이며, 아리아리의 1⁄5 가치를 가진다.

## 역사
마다가스카르 아리아리는 1961년에 도입되었다. 1 아리아리는 5 프랑과 같았다. 1⁄5 아리아리 가치를 가치고 있고 아리아리화의 보조단위인 이라임빌란자 (iraimbilanja)와 함께 동전과 지폐는 양쪽 모두 프랑 (franc) 과 아리아리 (ariary) 로 표시되어 발행되었다. 아리아리화는 마다가스카르 프랑을 마다가스카르의 공식 통화로 2005년 1월 1일 대체하였다.
동전과 지폐는 1961년부터 공식적인 프랑화와 준공식적인 아리아리와 이라임빌란자가 함께 표시되었다. 초기의 것들은 프랑화 표기가 두드러졌다. 하지만 1978년부터 좀 더 값나가는 동전들은 아리아리로만 표시되어 발행되었다. 1993년에 발행된 새로운 500 아리아리-2500 프랑, 5000 아리아리-25000 프랑 지폐에는 아리아리가 확실히 두드러지게 표시되었다. 2003년 7월 31일부터 발행된 지폐에는 아리아리화가 크게 표시되고, 프랑화는 작게 표시되었다.

## 동전
1965년에, 1 프랑 (1 iraimbilanja) 과 2 프랑 (venty sy kirobo) 동전이 발행되었다. 이어, 1966년에 5 프랑 (1 아리아리), 1970년에 10, 20 프랑 (2, 4 아리아리)가 발행되었다. "venty sy kirobo"라는 용어는 19 세기에 은 달러(곧 5 프랑)의 1⁄6와 1⁄4를 위해 쓰인 이름에서 비롯한다. 다시 말해, 5 프랑의 5⁄12(=1⁄6+1⁄4)는 거의 2 프랑에 해당한다. 보관됨 2011-05-14 - 웨이백 머신
1978년에 10, 20 아리아리 동전은 프랑 단위가 보이지 않은 채로 발행되었다. 이어, 1992년에는 5, 50 아리아리 동전뿐 아니라 더 작은 10, 20 아리아리도 발행되었다. 2003년에서 2004년 사이에, 프랑 단위를 사용하지 않는 1, 2 아리아리 동전이 도입되었다.
유통되는 동전은 아래와 같다. 굵게 표시된 것은 가장 많이 쓰이는 단위이며, 기울인 채로 표시된 것은 동전에 보이지 않는다는 것을 뜻한다.
| 단위         | 이름              | MGF 가치 |
| ------------ | ----------------- | -------- |
| 1/5 아리아리 | Iraimbilanja      | 1 프랑   |
| 2/5 아리아리 | Venty sy Kirobo   | 2 프랑   |
| 1 아리아리   | Ariary            | 5 프랑   |
| 2 아리아리   | Ariary Roa        | 10 프랑  |
| 4 아리아리   | Ariary Efatra     | 20 프랑  |
| 5 아리아리   | Ariary Dimy       | 25 프랑  |
| 10 아리아리  | Ariary Folo       | 50 프랑  |
| 20 아리아리  | Ariary Roapolo    | 100 프랑 |
| 50 아리아리  | Ariary Dimam-Polo | 250 프랑 |

## 지폐
1961년, 말라가시 발행협회 (Malagasy Institute for Emissions)는 50, 100, 500, 1000, 5000 프랑 가치의 지폐를 도입했다. 이들 지폐들은 마다가스카르·코모로스 은행 (the Bank of Madagascar and Comoros)의 기존 지폐 위에 다시 인쇄되었으며, 10, 20, 100, 200, 1000 아리아리로 불리게 된다. 아리아리 통화의 표준화는 1963년과 1969년 사이에 있었다. 기존 프랑 지폐에 새겨진 아리아리화의 가치는 글자로만 씌여지고, 숫자로는 씌여지지 않았다.
말라가시 공화국 중앙은행 (The Central Bank of the Malagasy Republic) 은 1974년에 지폐를 발행했는데, 이들 새 지폐는 이전과 똑같은 방식으로 프랑만 숫자로 표시하고, 아리아리는 글자로 표시했다. 중앙은행의 이름이 마다가스카르 중앙은행(Central Bank of Madagascar)으로 바뀐 1983년에는 10,000프랑 가치를 하는 2000 아리아리 지폐가 새롭게 발행되었으나, 50, 100 프랑 가치의 지폐들은 새로 발행되지 않았다.
1993년, 500 아리아리와 5000 아리아리 지폐가 프랑과 마찬가지로 숫자 표시가 도입되었으나, 1998년에 원래대로 프랑만 숫자로 나오는 것으로 대체되었다.
2003-2004년, 100, 200, 500, 1000, 2000, 5000, 10,000 아리아리의 종류로 새로운 지폐가 도입되었다. 이 지폐들은 (아리아리 표시뿐만 아니라) (500, 1000, 2500, 5000, 10,000, 25,000, 50,000 프랑) 작은 숫자로 프랑화 표시도 되어 있다.
2017년, Bank Foiben’i Madagasikara (마다가스카르 중앙은행)는 지폐들의 새로운 패밀리를 도입했다. 새 지폐 시리즈는 이전 시리즈와 마찬가지로 경제 활동, 생물 다양성, 문화, 관광지를 강조하며 "마다가스카와 그 부"로 남아 있다. 이 시리즈의 일부분은 20,000 아리아리라는 새로운 액면가를 포함한다. 이 시리즈의 첫 4개 액면들인 2,000-, 5,000-, 10,000, 20,000 아리아리는 2017년 7월 17일에 발행되었다. 다른 4개 액면들인, 100-, 200-, 500, 1,000 아리아리는 2017년 9월 17일에 발행되었다.
유통 중인 지폐는 아래와 같다.
| 액면   | 발행년도 | 앞면                              | 뒷면                       |
| ------ | -------- | --------------------------------- | -------------------------- |
| 20,000 | 2017년   | Ambatovy Plant (Sherritt Company) | 논, 바닐라, 후추           |
| 10,000 | 2017년   | 에호알라 항구                     | 발리하와 자피마니리 상품들 |
| 5,000  | 2017년   | 라노마파나 국립공원 폭포          | 혹등고래와 해변            |
| 1,000  | 2017년   | Kamoro Bridge                     | Queen of Isalo             |
| 500    | 2017년   | 암보히망가 왕실 언덕              | 카르스트                   |
| 200    | 2017년   | Montagne d'Ambre National Park    | Nosy Hara National Park    |
| 100    | 2017년   | Ambozontany Cathedral             | Mantella baroni 개구리     |

## 같이 보기
- 마다가스카르의 경제